# S5L8900
Der Samsung S5L8900 ist ein von Samsung für Apple hergestelltes System-on-a-Chip (SoC). Er kombiniert eine ARM-CPU mit einem PowerVR-Grafikprozessor und übernimmt zudem die Funktionen eines herkömmlichen PC-Chipsatzes.
Der S5L8920 wurde zusammen mit dem iPhone am 9. Januar 2007 eingeführt. Neben dem iPhone verwenden auch das iPhone 3G und der iPod touch der 1. Generation dieses SoC.
Andere Bezeichnungen für den S5L8900 sind ARM 8900B und APL0098. Er gehört zu den S5L SoCs.
Nachfolger war der S5L8720.

## Beschreibung

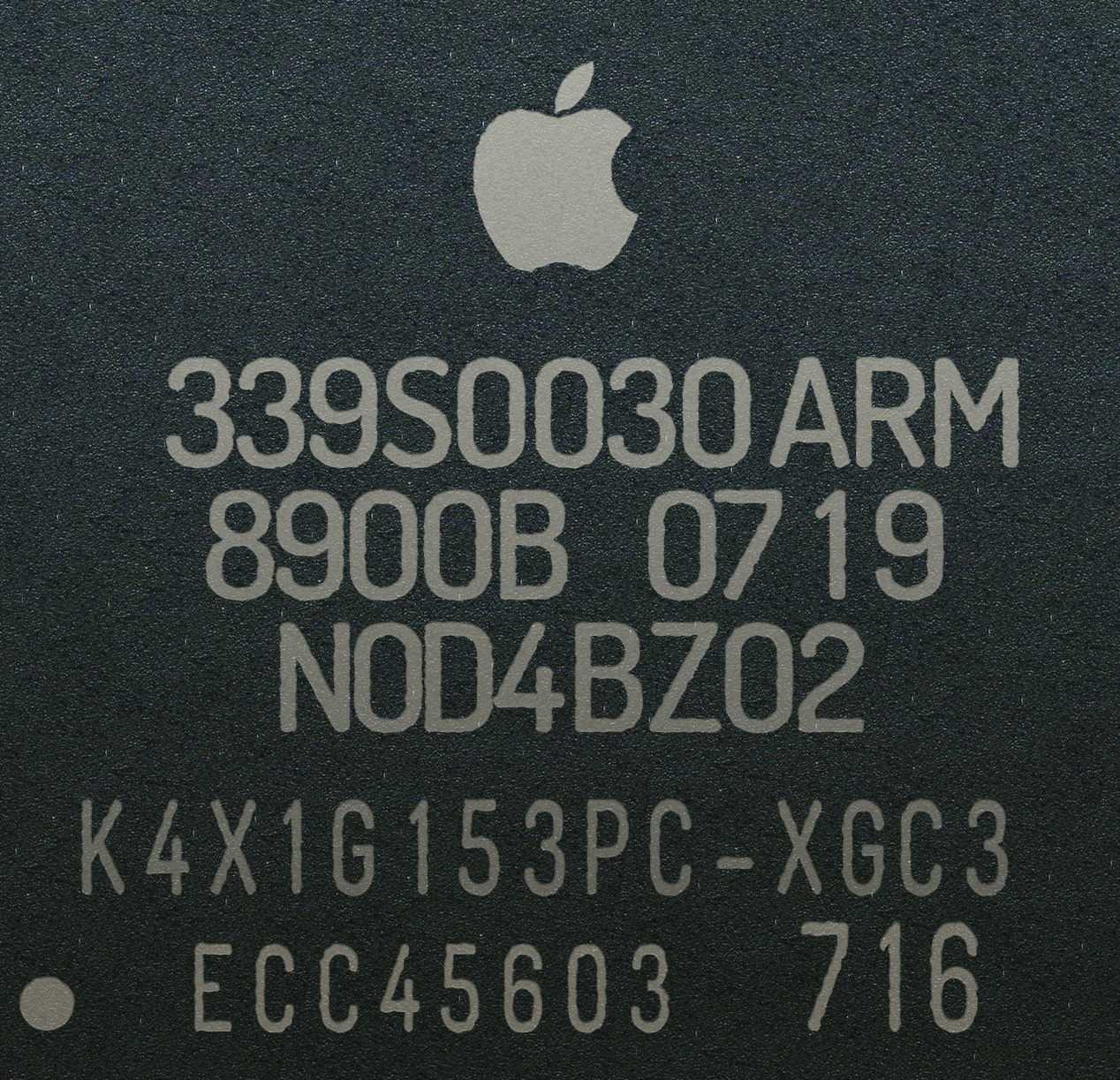
Samsung S5L8900

Der S5L8900 enthält einen 32-Bit-ARMv6 kompatiblen, ARM 1176JZF-S Hauptprozessor und wird im 90-nm-CMOS-Verfahren hergestellt. Der Standard-Coretakt des ARM11-Prozessors beträgt normalerweise 666,6 MHz, wurde von Apple jedoch auf etwa 412 MHz herabgesetzt, die Bus-Frequenz beträgt etwa 103 MHz. Die Größe des Level-1-Caches beträgt jeweils 16384 Byte für Daten und Instruktions-Cache. Der Speicher hat eine Größe von 116 MB. Als SoC verfügt auch S5L8900 über eine integrierte GPU, eine mit 60 MHz getaktete PowerVR MBX LITE. Der S5L8900 unterstützt somit OpenGL 1.1. Zum Initiieren des Prozessorstarts wird auf NOR-Flash zurückgegriffen.
Im Wettbewerb stehende Architekturen ähnlicher Produkte sind Qualcomms Snapdragon, Texas Instruments’ OMAP 4, Nvidias Tegra 2 und Samsung Exynos.

## Designfehler
Durch einen Designfehler lässt sich mithilfe des sogenannten limera1n Exploit beliebiger Code ausführen, was vor allem von Jailbreaks genutzt wurde. Dieser nicht durch Software-Updates patchbare Fehler erlaubt es unter anderem auch die Code-Sperre des iPhones durch das Ausführen eines Bruteforce-Programms innerhalb weniger Minuten ohne großen Aufwand auszulesen. Dieser Fehler wurde mit dem Apple A5-Chip behoben.